# Gamma de l'Altar
Gamma de l'Altar (γ Arae) és una estrella binària de la constel·lació de l'Altar. Està a uns 1.140 anys llum de la Terra.
El component primari, γ Arae A, és una blava-blanca del tipus B supergegant amb una magnitud aparent de +3.5. La seva companya γ Arae B, és una estrella blanca del tipus A una nana de la seqüència principal amb una magnitud aparent de 10,5. Les dues estrelles estan separades 17,9 segons d'arc i la seva magnitud combinada és de +3,31.